# Chou en jade
Le Chou en jade (chinois: 翠玉白菜; pinyin: Cuìyù Báicài; anglais: Jadeite Cabbage) ou chou en jade avec insectes est un morceau de jade sculpté prenant la forme du chou chinois en sa partie supérieure, doté d'un criquet et d'une sauterelle camouflés dans ses feuilles. L'objet fait partie de la collection du Musée National du Palais de Taipei à Taiwan.
Malgré la popularité qu'il a acquis auprès des visiteurs et de fréquents portraits tendancieux dont il fait l'objet en tant que trésor national, il ne représente, en réalité, qu'une antiquité ayant moins de rareté et de valeur que ce qu'il est requis pour être catégorisé comme un trésor national en vertu de la Loi sur la Sauvegarde du Patrimoine Culturel. Par exemple, le Chou en jade a été nommé " œuvre d'art la plus célèbre" de tout le Musée National du Palais. À l'instar du Rouxingshi et de Mao Gong Ding, il est désigné aujourd'hui comme l'un des trois trésors du Musée National du Palais. Il a également été choisi par le public comme étant l'élément le plus important de toutes les collections du musée.

## Description
Le Chou en jade est une petite sculpture, d'une hauteur de 18,7 cm et d'une longueur de 9,1 cm seulement. Quant à l'épaisseur, elle atteint 5,07 cm. L'objet est "à peine plus grand qu'une main d'homme".
L'aspect volanté et semi-translucide des feuilles s'explique par la combinaison de diverses couleurs naturelles du jade pour recréer les variations de couleur d'un véritable chou. L'objet fut sculpté dans un seul morceau de jadéite à moitié blanche et à moitié verte contenant de nombreuses imperfections telles que des fissures et des taches décolorées. Ces imperfections furent incorporées dans la sculpture et devinrent les veines des tiges et des feuilles du chou.
La sculpture a été considérée comme une allégorie féminine de la vertu avec son pied blanc symbolisant la pureté, les feuilles dénotant la fertilité et l'abondance et les insectes (criquet et sauterelle) représentant les enfants. Cependant, d'autres études ont prouvé que cette interprétation est erronée à l'égard de la sauterelle. Selon un poème mentionnant un insecte "zhongsi" dans le Livre de Poésie, la sauterelle a été utilisée métaphoriquement comme un symbole de bon augure pour avoir de nombreux enfants et petits-enfants dans la culture Chinoise. Basé sur l'interprétation de ce poème et sur les analyses des entomologiques, ce "zhongsi" est très probablement un criquet migrateur. L'insecte sur le Chou de jade est trop petit pour être identifié avec certitude comme un criquet migrateur. Cependant, cette "sauterelle" est certainement un tettigonidae chinois (nom scientifique: Gampsocleis gratiosa), ce qui n'est pas le "zhongsi" du Livre de Poésie. En réalité, le tettigonidae chinois est un insecte domestiqué et utilisé au cours de la Dynastie Qing pour divertir les invités lors des banquets organisés dans le Palais. Par conséquent, cet insecte ne peut pas être identifié comme un symbole de fertilité.

## Histoire
Le sculpteur du Chou en jade est inconnu. Il a d'abord été exposé dans le Palais de Yonghe dans la Cité interdite, qui était la résidence de l'impératrice Jin, épouse de l'Empereur Guangxu qui régna sur l'Empire Qing. Elle l'aurait reçu dans le cadre de sa dot pour son mariage avec Guangxu en 1889. À la suite de la chute des Qing au cours de la Révolution chinoise de 1911, la sculpture devint une partie de la collection du musée du Palais de la Cité interdite. Avec les trésors de cette collection, l'objet a survécu à la seconde guerre sino-japonaise (au cours de la Seconde Guerre mondiale) et à la guerre civile chinoise, puis il a finalement été déménagé à Taiwan, au musée national du Palais.